# Los Polinesios
Los Polinesios són un trio de YouTubers i germans d'origen mexicà amb cinc canals a la plataforma.
Rafael Velázquez Espinoza (1990) va obrir el primer canal a YouTube el 2010 i s'hi van afegir els seus germans Karen (1992) i Lesslie (1995). A principis de la dècada del 2020 són un dels col·lectius de YouTube més coneguts d'Amèrica Llatina. El primer canal és de vídeos personals de viatges i experiències quotidianes. A partir del 2012 n'han obert d'altres temàtiques, com bromes, reptes, música, tutorials, estil de vida i videojocs. Durant la seva trajectòria han deixat abandonats diversos canals. El 2020 van rebre el Premi Eliot a la trajectòria.